# Oh ! Mon bateau
Oh ! Mon bateau est une chanson française humoristique écrite et interprétée par Éric Morena et composée par Alexandre Desplat en 1987. Elle figure sur l'album Oh ! Mon album sorti en 1989.
Ce titre aux accents hispanisants est le principal succès de son interprète, bénéficiant d'un clip, chose nouvelle a l'époque, dans lequel il met en scène un personnage d'hidalgo. Cette chanson avait initialement été créée pour un film.

## Classements et ventes
| Classement (1987) | Meilleure place | Ventes  |
| ----------------- | --------------- | ------- |
| France (SNEP)     | 22              | +75 000 |